# 生薬製剤の一覧
生薬製剤一覧（しょうやくせいざいのいちらん、list of galenical preparation）には、生薬のうち日本の医薬品である、『日本薬局方』第14改正第二部に収載されている生薬製剤の一覧を示す。

## ア行

### ア
- アセンヤク末
- アヘン
  - アヘン末
  - アヘン散
  - アヘンチンキ
  - 塩酸アヘンアルカロイド
  - 塩酸アヘンアルカロイド注射液
  - アヘンアルカロイド・アトロピン注射液
  - アヘンアルカロイド・スコポラミン注射液
  - 弱アヘンアルカロイド・スコポラミン注射液
  - アヘン・トコン散
- アマチャ末
- アロエ末
- アンモニア・ウイキョウ精

### ウ・エ
- ウイキョウ
  - ウイキョウ末
  - ウイキョウ油
- ウワウルシ流エキス
- エイジツ末

### オ
- オウゴン末
- オウバク
  - オウバク末
  - パップ用複方オウバク散
  - オウバク・タンナルビン・ビスマス散
- オウレン末
- オンジ末

## カ行

### カ
- カイニン酸・サントニン散
- カノコソウ末
- カンゾウ
  - カンゾウ末
  - カンゾウエキス
  - カンゾウ粗エキス

### キ
- キキョウ
  - キキョウ末
  - キキョウ流エキス
- キョウニン水

### ク
- クジン末
- 苦味チンキ

### ケ
- ケイヒ
  - ケイヒ末
  - ケイヒ油
- ゲンチアナ
  - ゲンチアナ末
  - ゲンチアナ・重曹散
- ゲンノショウコ末

### コ
- コウブシ末
- コウボク末
- コロンボ末
- コンズランゴ流エキス

## サ行

### サ
- サンキライ末
- サンシシ末
- サンショウ末
- サンヤク末

### シ
- ジギタリス末
- シャクヤク末
- シュクシャ末
- ショウキョウ末

### セ
- セネガ
  - セネガ末
  - セネガシロップ
- センキュウ末
- センナ末
- センブリ末
  - センブリ・重曹散

### ソ
- ソウジュツ末

## タ行

### タ
- ダイオウ末
  - 複方ダイオウ・センナ散
- タクシャ末

### チ
- チクセツニンジン末
- チョウジ末
  - チョウジ油
- チョレイ末

### ト
- トウガラシ末
  - トウガラシチンキ
  - トウガラシ・サリチル酸精
- トウキ末
- トウニン末
- トウヒシロップ
  - トウヒチンキ
- トコン末
  - トコンシロップ
- トラガント末

## ナ行
- ニガキ末
- ニンジン末

## ハ行

### ハ
- ハッカ水
  - ハッカ油
- ビャクジュツ末
- ブクリョウ末
- ベラドンナエキス

### ホ
- ボタンピ末
- ホミカエキス
  - ホミカエキス散
  - ホミカチンキ
- ボレイ末

## マ行

### モ
- モルヒネ・アトロピン注射液

## ヤ行

### ヨ
- 薏苡仁末

## ラ行

### リ
- リュウタン末

### ロ
- ロートエキス
  - ロートエキス散
  - ロートエキス・アネスタミン散
  - ロートエキス・カーボン散
  - 複方ロートエキス・ジアスターゼ散
  - ロートエキス・タンニン坐剤
  - 複方ロートエキス・タンニン坐剤
  - 複方ロートエキス・タンニン軟膏
  - ロートエキス・パパベリン・アネスタミン散